# Вайсенбах-ан-дер-Тристинг
Вайсенбах-ан-дер-Тристинг (нем. Weißenbach an der Triesting) — ярмарочная коммуна (нем. Marktgemeinde) в Австрии, в федеральной земле Нижняя Австрия. 
Входит в состав округа Баден.  Население составляет 1684 человека (на 31 декабря 2005 года). Занимает площадь 15,93 км². Официальный код  —  3 06 45.

## Политическая ситуация
Бургомистр коммуны — Йохан Мидль (АНП) по результатам выборов 2005 года.
Совет представителей коммуны (нем. Gemeinderat) состоит из 19 мест.
- СДПА занимает 9 мест.
- АНП занимает 8 мест.
- Партия ÜBF занимает 2 места.